# نظرية الحرارة

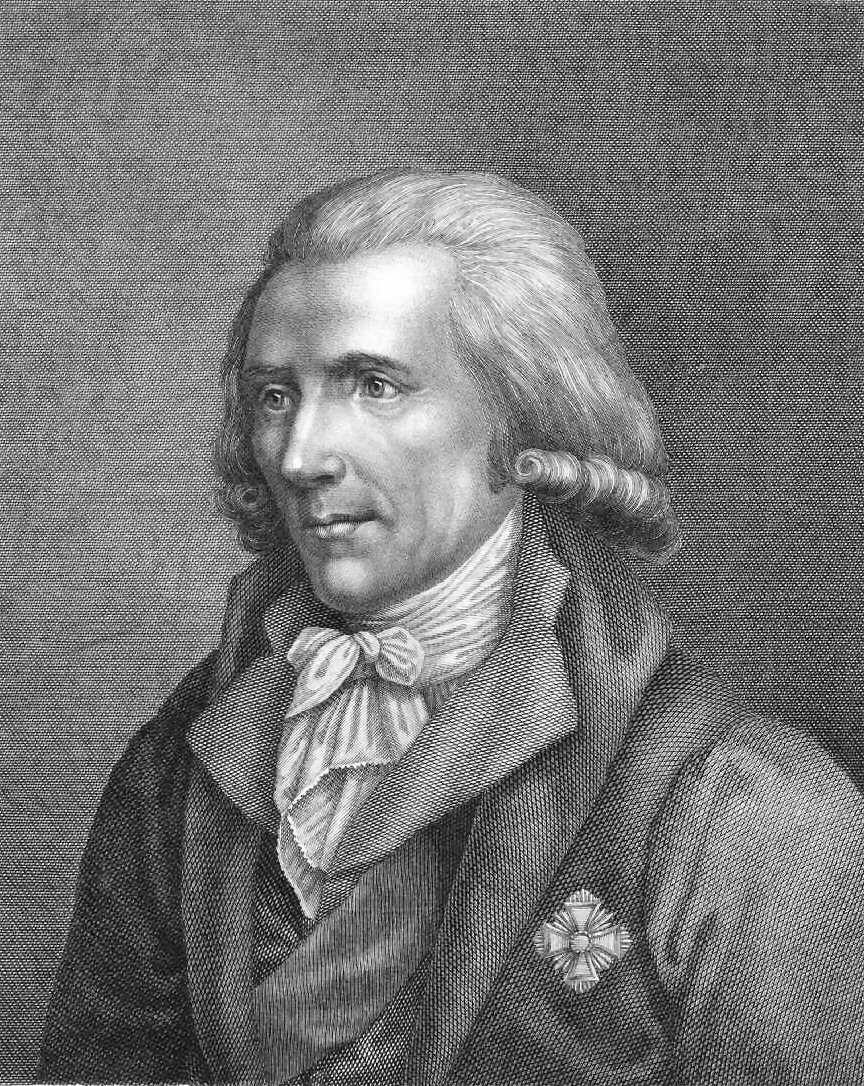

نظرية الحرارة أو النظرية الميكانيكية للحرارة في تاريخ العلوم تم تقديمها في عام 1798 بواسطة السير بنيامين طومسون أو كما يُعرف بالكونت رومفورد، وتم تطويرها بشكل أكثر تعمقًا بواسطة الفيزيائي الفرنسي سادي كارنو في عام 1824، حيث قال فيها بأن الحرارة والشغل الميكانيكي متعادلان، وترتبط بالحرارة الميكانيكة المكافئة، وخلال القرن التالي وبظهور قانون الديناميكا الحراري الثاني في عام 1850 بواسطة رودولف كلاوزيوس تطورت نظرية الحرارة في ظلال علم الديناميكا الحرارية، وفي عام 1851 وفي كتابه " في نظرية الديناميكا الحرارية"، أوجز ويليام طومسون المشهد بناءًا علي تجارب قامت مؤخرً بواسطة جيمس جول استُنتج منها بإن الحرارة ليست مادة لكنها شكل ديناميكي لتأثير ميكانيكي، ونفهم من هذا بأنه يجب أن يكون هناك تعادل بين الشغل الميكانيكي والحرارة مثل التعادل بين السبب والمسبب".
وفي الأعوام التالية، تطورت جملة «النظرية الديناميكية للحرارة» إلى علم جديد وهو الديناميكا الحرارية، وفي عام 1876 قال المهندس المدني الأمريكي ريتشارد سيرس مكوليه في مقالته عن النظرية الميكانيكية الحرارية حيث نصت على «النظرية الميكانيكية الحرارية وأحيانًا تدعي ديناميكا حرارية، هي ذلك العلم الذي يتعامل مع ظاهرة الحرارة بأنها تأثيرات للحركة والموضع»
واستخدم هذا المصطلح في القرن التاسع عشر لوصف العديد من القوانين والعلاقات والظواهر التجريبية التي لها علاقة بالحرارة، على سبيل المثال سعة حرارية احتراق ومسعرية، والنقاشات حول كمية الحرارة المتولدة أو الممتصة خلال تمدد وانكماش الغازات وهكذا، ومن أشهر الكتب المنشورة في هذا الاتجاه كانت كتاب جيمس كليرك ماكسويل في عام 1871 باسم " نظرية الحرارة]] والذي قدم فيه تجربة عفريت ماكسويل الفكرية وخلافه، وورقة أخرى نُشرت تتبع كتاب ماكسويل، في عام 1850 نُشرت مقالة حول "حرارة قوى الدفع" والقوانين المتعلقة بها والتي كان يمكن استنتاجها من خلال نظرية الحرارة بواسطة الفيزيائي الألماني والرياضي رودولف كلاوزيوس والتي فيها بدأ مصطلح الانتروبي في الظهور.
ومصطلح «نظرية الحرارة» ارتبط الحركة الاهتزازية أو الطاقة، وتم استخدامه عامة بشكل مختلف عن نظرية السيال الحراري، والتي تعامل الحرارة علي أنها مائع أو غاز بدون وزن قادر علي الحركة داخل وخارج مسام المواد الصلبة وبين الذرات.